# Vääräjärvi (sjö i Norra Österbotten, lat 63,72, long 24,88)
Vääräjärvi är en sjö i Finland. Den ligger i kommunen Sievi i landskapet Norra Österbotten, i den centrala delen av landet, 400 km norr om huvudstaden Helsingfors. Vääräjärvi ligger 139 meter över havet. Arean är 10,1 hektar och strandlinjen är 2,76 kilometer lång. Sjön  ingår i Kalajoki älvs huvudavrinningsområde.   I omgivningarna runt Vääräjärvi växer i huvudsak blandskog.